# Hôpital central de Botnie-Occidentale
L'hôpital central de Botnie-Occidentale (finnois : Länsi-Pohjan keskussairaala), est un hôpital, du district hospitalier de Laponie, situé à Kemi en Finlande

## Architecture
La première partie de l'hôpital est conçue par l'architecte Uno Ullberg. 
Le bâtiment de cinq étages en béton crépi de blanc cassé et en brique représente le fonctionnalisme des années 1930. 
La partie ancienne a depuis été agrandie avec une salle du même style en 1971 et une maternité de deux étages et une salle d'ophtalmologie en 1987. 
Les deux extensions ont été conçues par les architectes Eva et Jaakko Paatela.

## Services hospitaliers
Certains services de l'hôpital ont été sous-traités à Mehiläinen Länsi-Pohja Oy, une coentreprise détenue par les municipalités melbres du district hospitalier et la société Mehiläinen Oy (fi). 
L'externalisation a commencé en décembre 2017 et durera 15 ans.